# Coldstream (Wielka Brytania)
Coldstream (scots Caustrim, gael. An Sruthan Fuar) – miasto w Wielkiej Brytanii, w południowo-wschodniej Szkocji, w jednostce administracyjnej Scottish Borders (historycznie w hrabstwie Berwickshire). Miasto położone jest na Wyżynie Południowoszkockiej, na północnym brzegu rzeki Tweed, wyznaczającej w tym miejscu granicę angielską.
Miasto znane jest jako miejsce stacjonowania brytyjskiego pułku piechoty Coldstream Guards, założonego w 1650 r. (istnieje do dzisiaj), a także jako miejsce, gdzie Edward I Anglii zaatakował Szkocję w 1296 r. Liczba ludności w 2011 wynosiła 1946 osób. Od roku 1990 miastem partnerskim Coldstream jest Bennecourt we Francji.